# Dominik Behr
Dominik Behr (Würzburg, 4 marzo 1981) è uno schermidore tedesco, specializzato nel fioretto. Ha vinto quattro medaglie d'argento e due di bronzo ai Campionati mondiali di scherma.

## Palmarès
In carriera ha conseguito i seguenti risultati:
- Mondiali di scherma

2003 - L'Avana: bronzo nel fioretto a squadre.
2005 - Lipsia: bronzo nel fioretto a squadre.
2006 - Torino: argento nel fioretto a squadre.
2007 - San Pietroburgo: argento nel fioretto a squadre.
2008 - Pechino: argento nel fioretto individuale.
2009 - Antalia: argento nel fioretto a squadre.
- Europei di scherma

2001 - Coblenza: oro nel fioretto a squadre.
2007 - Gand: oro nel fioretto a squadre.
2009 - Plovdiv: bronzo nel fioretto a squadre.